# Уруми

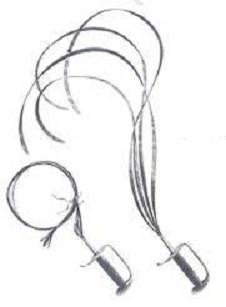
Уруми

Уруми (малаял. ഉറുമി, букв. — скрученное лезвие) — традиционный индийский меч-пояс. 
Распространён в северной части Малабара (штат Керала). Представляет собой несколько обоюдоострых полос длиной до 1,5 метра чрезвычайно гибкой стали, прикреплённых к деревянной рукояти. Существуют варианты в виде одной полосы длиной до 6 метров. На конце клинка обычно имеется отверстие, а головка эфеса оснащена кнопкой, что наряду с гибкостью стали позволяет носить уруми скрытно под одеждой, обматывая его вокруг тела как ремень. Эфесы оружия обычно простые, X-образной формы, зооморфные.
Владение этим мечом требует хороших навыков. В поперечном направлении уруми по гибкости похож на плеть, и для владельца существует серьёзный риск самоповреждения. Ввиду этого новички начинают тренировки с длинными кусками ткани. Владение уруми входит в комплекс традиционного южноиндийского боевого искусства каларипаятту. Время появления уруми неизвестно, ввиду того, что древних аутентичных образцов не сохранилось – называются различные периоды от IX в. до н.э. (время возникновения каларипаятту) до второй половины XX века (исключительно в качестве спортинвентаря, что более чем спорно). Вероятнее всего, это историческое оружие скрытого ношения предназначенное для самообороны против нескольких противников, которое в виду сложной техники владения и невозможности применения в стеснённой обстановке широко распространено никогда не было. Сейчас, в показательных выступлениях, обычно сочетается с кулачным щитом. Несмотря на то, что уруми способен пробить только самые лёгкие доспехи, является весьма опасным оружием, так как сочетается с необычной техникой применения и способен изгибаться за выставленный блок.